# Arda Ünyay
Arda Ünyay (* 18. Januar 2007 in Çankaya) ist ein türkischer Fußballspieler. Er steht seit Februar 2025 in Diensten von Galatasaray Istanbul.

## Karriere

### Verein
Ünyay hat seine Fußballkarriere in jungen Jahren begonnen, als er mit elf Jahren bei MKE Ankaragücü in die Jugendabteilung eintrat. Nach vier Jahren als Jugendspieler erhielt er im August 2022 seinen ersten Profivertrag. Sein Debüt in der Süper Lig gab er am 7. Juni 2023, als er in der 70. Spielminute für Uroš Radaković gegen Adana Demirspor eingewechselt wurde. In der Saison 2023/24 stieg er mit Ankaragücü in die 2. Liga ab, wobei er in dieser Spielzeit einen Ligaeinsatz absolvierte. In der Hinrunde der Saison 2024/25 wurde Ünyay dreimal eingewechselt.
Während der Rückrunde wechselte Arda Ünyay zu Galatasaray Istanbul.

### Nationalmannschaft
Im Jahr 2022 gab Ünyay sein Debüt für die türkische U-15-Nationalmannschaft. Es folgten Nominierungen und Einsätze in den Auswahlmannschaften der U16, U17, U18 und U19.

## Erfolge
Galatasaray Istanbul
- Türkischer Meister: 2025